# Умару Санда
Умару Санда (д/н–1890) — 3-й ламідо (володар) Адамауа в 1872—1890 роках. За його панування починається занепад.

## Життєпис
Другий син ламідо Модібо Адами. Замолоду відзначався вченністю, але не мав впливу серед військовиків. Втім 1872 року перед смертю брат Мухаммаду Лавал призначив Умару Санду своїм спадкоємцем замість хаміду як очікувалося.
З самого початку панування стикнувся з опозицією на чолі із Аль-Касимом (Алкассимом), найближчим соратником Модібо Адами. Останнього підтримала частина ламідатів (намісників) та військовиків. На боці ламідо стояли малама (духівництво) й аристократія фульбе. Зрештою домовився з Аль-Касимом, що був його шваргом. Ламідо призначив сина останнього (та свого небіжа відповідно) Алію на посаду візира, а його брата Фаріку ібн Аль-Касима — галадімою (першим міністром). На дяку маламам за підтримку впровадив нову посаду алкалі алкалім (голова суддей і духівництва).
Намагався вирішити основні проблеми: приборкання намісників, що ставали все більш незалежним та домогтися зміни порядку спадкування, коли трон отримував син ламідо, втім марно. Ламідати, що становили раду, яка обирала ламідо, не підкорилися. Також довелося вести боротьбу проти зведеного брата хаміду, що висунув права на трон. З цього часу починається послаблення влади Умару Санди на користь ламідатів. Також протистояв намірам Умару Санди рід Аль-Касима, що набув ще більшої потуги.
Ламідо відмовився від продовження джихаду проти немусульманських народів. Натомість зосередився на розвитку торгівлі, яка за його панування досягла найбільшого розквіту. Активно підтримував відносини з німецькими і британцями торгівцями, з сусідніми державами — Сокото, Борну, Багірмі, Ойо і Бенін. Цим скористалася британська Королівська Нігерійська компанія, що стала створювали торговельні факторії вздовж річки Бенуе. 1879 року прийняв в столиці представників Християнського місіонерського товариства.
З початку 1880-х років втратив контроль над більшість північних ламідатів, що почали війну між собою. З 1883 року посилилися торговельні контакти південних ламідатів з німцями. Того ж року засновано німецьку факторію в Йолі.
Разом з тим фактично незалежну державу в м.Балда (долина Діамаре) створив Хаяту дан Саїд, онук Мухаммада Белло (халіфа Сокото, номінального зверхника Умару Санди). Млявість дій ламідо на заклик ламідо Маруа щодо походу проти Хаяту, який ставав все більш небезпечним, завдало нового удару по авторитету і владі Умару Санди.
Помер ламідо Адамауа 1890 року. Йому спадкував брат Зубайру.